# Anderson Costa
Pour les articles homonymes, voir Costa.
Anderson Costa, ou simplement Anderson, est un footballeur brésilien né le 13 mars 1984 à Rio de Janeiro.

## En club
Buteur brésilien arrivé au Dinamo Zagreb durant la saison 2005/2006 pour une somme record de 1.500.000 euros du club de Vasco de Gama. Annoncé comme le buteur qu'il fallait au Dinamo pour se qualifier en Ligue des champions, il tarde cependant à faire ses preuves sur le terrain.

## En sélection
Anderson a participé à la Coupe du monde de football des moins de 17 ans 2001 en marquant notamment un but contre l'Australie.

## Carrière
- 2002-2004 : CR Vasco da Gama  Brésil
- 2004-2005 : Córdoba CF  Espagne
- 2005-2005 : CR Vasco da Gama  Brésil
- 2005-janvier 2007 : Dinamo Zagreb  Croatie
- janvier 2007-juillet 2007 : Vitoria Guimarães  Portugal
- juillet 2007-décembre 2007 : Aris FC  Grèce
- décembre 2007-juin 2008 : EC Bahia  Brésil
- août 2008-janvier 2009 : Lucena  Espagne
- janvier 2009-juillet 2009 : Duque de Caxias  Brésil
- juillet 2009-janvier 2010 : Pro Vercelli  Italie
- février 2010-juin 2010 : Guarani  Brésil
- juin 2010-octobre 2010 : EC Santo André  Brésil